# 中村保雄
中村保雄（なかむら　やすお、1919年4月26日-1996年2月6日）は、日本の能面研究家。
東京出身。父は能面作家・中村直彦。1940年東京物理学校数学科卒。高校教師となり、京都府立鴨沂高等学校校長、京都文化短期大学教授。1965年京都新聞社文化賞、80年「能面」で芸術選奨文部大臣賞受賞。

## 著書
- 『能と能面の世界』葛西宗誠,前西芳雄写真 淡交新社 1962
- 『続・能と能面の世界』浜辺喜代治, 前西芳雄写真 淡交新社 1963
- 『能の面 舞台にみる 日本の美と教養』河原書店 1969
- 『カラー能の魅力』写真:今駒清則 淡交社 1974
- 『能の扇 日本の扇面シリーズ』フジアート出版 1976
- 『仮面のはなし 人間は仮面に何を託し、何を表現してきたのか』PHP研究所 21世紀図書館 1984
- 『天河と能楽 中世の能楽から現代の前衛音楽へ』駸々堂出版 1989
- 『多賀大社の能面・狂言面』多賀大社社務所 1991
- 『政所若宮八幡神社の能面・能衣装』見市泰男写真 政所創意と工夫の郷づくり委員会 1992
- 『仮面と信仰』新潮選書 1993
- 『能面 美・形・用』河原書店 1996

### 共編著
- 『能絵鑑』武田恒夫共編 フジアート出版 1973
- 『能百選 加賀宝生・佐野家伝来』密田良二,切畑健共著 フジアート出版 1974
- 山口蓼洲『能具大観』解説 芸艸堂 1976
- 『能絵鑑百五十番 宇和島伊達家伝来』武田恒夫共著 淡交社 1981
- 『中村直彦能面遺作集』淡交社 1987
- 『能面の美』編著 牧直視写真 駸々堂出版 1993

## 注
1. ↑  『人物物故大年表』
2. ↑  『現代日本人名録』1987年